# Nordöyxnäbb
Nordöyxnäbb (Aptornis otidiformis) är en förhistorisk utdöd fågel i familjen yxnäbbar som tidigare förekom i Nya Zeeland.

## Utseende
Yxnäbbarna var mycket märkliga och stora flygoförmögna fåglar, cirka 80 cm höga och 18 kg tunga och därmed lika stora som små moafåglar som de först förväxlades med. Näbben var dock annorlunda, enorm, nedåtböjd och spetsig, och huvudet var enormt och tjockskalligt. Vingarna var kraftigt tillbakabildade och syntes inte utanpå fjäderdräkten, på samma sätt som de nu levande kivifåglarna. Nordöyxnäbben var mindre än sydöyxnäbben. Vilka färger fjäderdräkten hade är okänt.

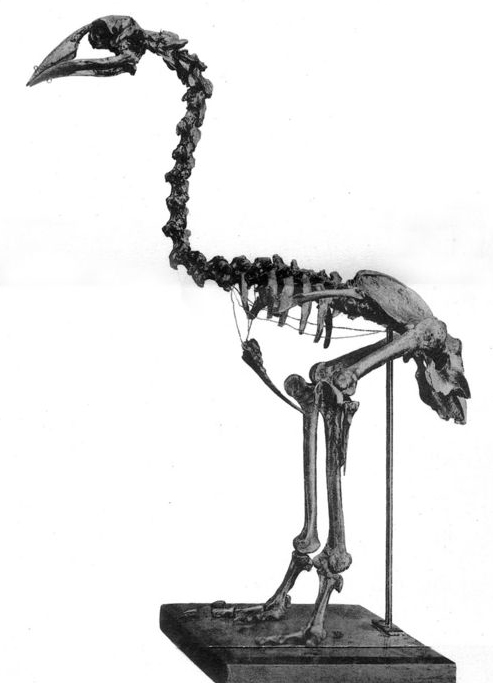
Nordöyxnäbbens skelett, förvaras på Canterbury Museum i Nya Zeeland

## Systematik
När de först upptäcktes trodde man att yxnäbben rörde sig om en liten moafågel. Yxnäbbarna har också tidigare föreslagits vara besläktade med hönsfåglar och andfåglar samt med kagu, en mycket speciell fågel som fortfarande lever på Nya Kaledonien. Idag visar DNA-studier av den nära besläktade arten sydöyxnäbb att den tillhör tran- och rallfåglarna i Gruiformes och nordöyxnäbb antas göra det samma.

## Ekologi och föda
Yxnäbbarna har hittats i de torrare delarna av Nya Zeeland och enbart i låglänta områden. Richard Owen, som beskrev de båda arterna yxnäbb, spekulerade att den var en allätare. Isotopanalys av dess ben stödjer detta. Nivån av 13C och 15N för två exemplar av nordöyxnäbb jämfört med nyazeelandmanand, moafåglar och insektsätande fåglar visar att yxnäbben var högre upp i näringskedjan än insektsätare. De tros ha levt på ödlor, stora invertebrater och till och med småfåglar.

## Utdöende
Subfossila lämningar av yxnäbb har hittats i maoriernas kökkenmöddingar, vilket tyder på att de jagades och åts. Eftersom de inte var lika utbredda som moafåglarna tros de ha varit extra utsatta för de polynesiska bosättningarna. Dess ägg och ungar hotades också av den införda polynesiska råttan och hundar. Båda arterna försvann innan européerna kom till ögruppen.